# Як стати зіркою (фільм)
«Як стати зіркою» (рос. «Как стать звездой») — російський радянський двосерійний музичний фільм за участю клоунів-мімів театру «Лицедії», театру мод В'ячеслава Зайцева, біт-квартету «Секрет», рок-групи «Марафон». Також у фільм включені фрагменти виступів майстрів естради Європи та США. Прем'єра відбулася в липні 1987 року.

## Зміст
Музично-комедійне шоу, яке складається з виступів знаменитих артистів, включаючи Аллу Пугачову, Валерія Леонтьєва, Раймонда Паулса, європейських та американських естрадних виконавців. А Максим Леонідов і папуга Вака коментують те, що відбувається.

## Ролі
- Валерій Леонтьєв
- Максим Леонідов
- Микола Фоменко
- Андрій Заблудовський
- Олексій Мурашов
- В'ячеслав Полунін
- Раймонд Паулс
- Анатолій Сливников — водій трамвая
- Володимир Татосов — папуга Вака (голос)
- Алла Пугачова
- Іво Лінна
- Анна Твелєнєва
- Тетяна Гаккель
- Харрі Баш
- Борис Штоколов
- Семен Фурман
- Євген Тілічеєв
- Анвар Лібабов
- Анастасія Сазонова Вікторівна
- Театр моди (керівник В'ячеслав Зайцев)

## Альбом
У 1988 році ВСГ «Мелодія» випустила платівку «Пісні Віктора Резнікова з к/ф „Як стати зіркою“»:
С60—26653-4 (гігант, 12")
1. Не забудь (А. Вознесенський) — Максим Леонідов
2. Як справи, старий? (В. Рєзніков, М. Леонідов) — біт-квартет «Секрет»
3. Дарую, дарую! (О. Ріміцан) — біт-квартет «Секрет»
4. Міняю (А. Вознесенський) — Іво Лінна, Тиніс Мяґі
5. Освідчення  (В. Рєзніков) — Мар'яна Ганічева
6. Я живу (В. Рєзніков, О. Ріміцан) — Валерій Леонтьєв
7. Сонет № 65 (В. Шекспір, переклад С. Маршака) — Валерій Леонтьєв
8. Біогодинник (О. Ріміцан) — Валерій Леонтьєв
9. Картковий будиночок (Л. Виноградова) — Валерій Леонтьєв
10. Бігайте підтюпцем (В. Рєзніков) — Віктор Рєзніков

## Художні особливості
У 1987 році картина стала найсправжнісіньким хітом. Фільм у дусі абсурдизму з'явився у Ленінграді тільки завдяки перебудові.
Жорсткого сценарію у фільму не існувало, в основу сюжету покладено було передачу «Крутяться диски», а все інше створювалося на імпровізації. Найбільше задоволення учасники отримували від самого процесу зйомок. У картині знімалася група «Секрет» у повному складі, а головними героями картини стали Максим Леонідов і папуга Вакамайя-Сільва-Марадона-Марія-Ніна-Санчес-Рахт (Вака), які пов'язували окремі музичні і ексцентричні номери в єдине ціле. У суперництві «Лицедіїв» та «Секрету» народжувалися трюки і геги, один барвистіший та безумніший за інший.
Найбільше пісень у фільмі виконав Валерій Леонтьєв, котрий активно працював у той час з Віктором Рєзніковим.
У фільмі містяться фрагменти кінохроніки про французьку співачку Едіт Піаф, американського співака Луї Армстронга, рок-н-рольний рух 50-х, британську групу «The Beatles». Показані фрагменти шоу паризького кабаре «Лідо».

## Додаткові факти
- У фільмі використовувався фрагмент німого фільму «Падаючого штовхни» (1916 р.) з А. Вертинським.
- Спочатку у фільмі містився фрагмент з фільму «Кабаре» — дует «Money make all things go round» за участю Лайзи Міннеллі; проте з версій, випущених на VHS та DVD, цей фрагмент був видалений.
- У 2000 році фільм випущений на VHS виданням «Ленфільм відео».